# ウド様おねが〜い!! ココロつながるポジティブCATV
『ウド様おねが〜い!! ココロつながるポジティブCATV』（ウドさまおねが〜い!! ココロつながるポジティブてれび）とは、イッツ・コミュニケーションズで2021年4月3日から放送されているテレビ番組である。

## 番組概要
司会のウド鈴木が東急線沿線を舞台に「街と、日本と、世界と、ココロでつながる」をコンセプトにお届けする地域情報バラエティー番組。アシスタントはウドの後輩である浅井企画の若手芸人が月替わりで務める。イッツコム公式YouTubeチャンネルにて同時およびアーカイブ配信しており、ケーブルテレビ品川、横浜ケーブルビジョン、TOKAIケーブルネットワークでも放送されている。

## 出演者
MC　
- ウド鈴木（キャイ〜ン） - 当番組では基本的にウド様と呼ばれている。

アシスタント
- ドドん（2021年4月）
- おおぞらモード（2021年5月）
- 男スペシャル（2021年6月）
- インデペンデンスデイ（2021年7 - 8月）
- トンコツポンコツ（2021年8 - 9月）
- ロマンス河野（上木恋愛研究所）、森田悟（スパローズ）（2021年10月）
- ブルーザー（2021年11月）
- スカーレット（2021年12月）
- もりせいじゅ（2022年1月）
- イワイガワ（2022年2月）
- ミスター大冒険。（2022年3月）
- 蒲田キック・パンチ（2022年4月）
- 上木恋愛研究所（2022年5月、11月）
- マジメニマフィン（2022年6月）
- アーモン（2022年7月）
- ジャイアントジャイアン（2022年8月）
- 安心安全（2022年9月）
- 元祖いちごちゃん（2022年10月）
- マイアミバスケットボールクラブ（2022年12月）
- 石出奈々子（2023年1月）
- インデペンデンスデイ（2023年2月）
- さとなかほがらか（2023年3月）
- みほとけ（2023年4月）
- 元祖いちごちゃん（2023年5月）
- おちもり（2023年6月）
- インデペンデンスデイ ないとうまさひろ（2023年7月）
- ニュークレープ（2023年8月）
- 安心安全（2023年9月）
- 牧野ステテコ（2023年10月）
- こまたつ（2023年11月）
- 井上ポイント（2023年12月）
- ないとうまさひろ（2024年1月）
- 上木恋愛研究所（2024年2月）
- バッチトゥース（2024年3月）
- こまたつ（2024年4月）
- あらぽん（2024年5月）
- ナオ・デストラーデ（2024年6月）
- ドドん（2024年7月）
- こまたつ(2024年8月)
- おちもり(2024年9月)
- 牧野ステテコ(2024年10月)

## 放送時間
- イッツコムチャンネル10（10ch）  ＜初回放送＞　土曜日あさ10:00 - 10:30 ＜再放送＞　（日）14:00～14:30　（水）17:00～17:30　（木）21:00～21:30
- YouTube（iTSCOM） ＜毎週配信＞　土曜日あさ10:30

## コーナー
- Udor Eats（ウードーイーツ）
  - 地元の飲食店を応援するデリバリーサービス。モチーフはUber Eats[2]。
- ウドのドウですか?ニュース
  - キャスターに扮したウドが、東急線沿線の旬な話題を伝える[2]。
- 街のみんなとつながるリモートトーク
  - リモートを繋いで、トークを繰り広げる[2]。
- 前向き対談
  - ゲストを迎えて、前向きエピソードをテーマにトークコーナー[2]。
- めざせ！東急線全駅コンプリート　商店街おねが～いロケめぐり
  - 商店街をめぐりながら店の魅力とお得な期間限定サービスをゲットする。 東急沿線路線図MAP→https://www.tokyu.co.jp/railway/station/map.html
- 若手芸人応援企画、ウドスタ
  - アシスタント芸人によるネタ見せや悩み相談を聞く[2]。
- ウドの体験記
  - スタジオを飛び出し、様々なことに挑戦する。
- ウドの詩
  - 番組最後にウドが詩を披露する。
- QVC提供視聴者プレゼント
  - 毎月 番組スポンサー 世界最大級のテレビショッピング・通販 QVCジャパン商品を視聴者にプレゼント。

## ゲスト
ゲスト出演者 - 前向き対談のゲスト
- 石田純一（2021年5月）
- 武田双雲（2021年6月）
- 天野ひろゆき（2021年7月）
- 雅楽師 東儀秀樹（2021年9月）
- 関根勤（2021年10月）　
- メイクアップアーティスト ピカ子（2021年11月）　
- 東京2020オリンピック柔道金メダリスト ウルフアロン（2021年12月）
- 林家ペー・パー子（2022年1月）
- 岸明日香（2022年2月）
- 放送作家 倉本美津留（2022年3月）
- ファッションエディター 祐真朋樹（2022年4月）
- ヴァイオリニスト 川井郁子（2022年5月）
- 小堺一機　、小堺翔太（2022年6月）
- 高須克弥（2022年7月）
- つぶやきシロー（2022年8月）
- 千秋（2022年9月）　　
- 小林よしひさ（2022年10月）　　
- 稲村亜美（2022年11月）
- IMALU（2022年12月）　
- 田中律子（2023年2月）　
- 春風亭昇太（2023年3月）
- ryuchell（2023年5月）　
- ジョイマン高木晋哉、演歌歌手 望月琉叶（2023年7月）
- スター錦野旦（2023年9月）
- ビリー諸川（2023年10月）
- 鳥羽一郎（2023年11月）
- 田辺 晋太郎（2023年11月）
- ダンディ坂野（2024年2月）
- 相川七瀬（2024年3月）
- 高橋ひとみ（2024年4月）
- つまみ枝豆、江口ともみ（2024年5月）
- 安田大サーカス団長安田（2024年6月）
- 東京スカパラダイスオーケストラ Tb.北原雅彦（2024年7月）
- 山本高広＆ハマカーン 神田伸一郎（2024年8月）
- 横浜ビー・コルセアーズ　杉浦佑成(2024年9月)
- ベッキー(2024年10月)

## めざせ！東急線全駅コンプリート　商店街おねが～いロケめぐり
- さぎ沼商店街（2023年3月）
- 綱島商店街　（2023年4月）
- 溝の口商店街　ポレポレ通り、高津駅周辺（2023年5月）
- 武蔵小杉商店街（2023年6月）
- 青葉台商店街（2023年7月）
- 藤が丘商店街（2023年8月）
- 用賀商店街（2023年9月）
- YCVテレミン商店街と横浜洪福寺松原商店街（2023年10月）
- 奈良北商店街（2023年10月）
- あざみ野商店街（2023年11月）
- 桜新町商店街（2023年12月）
- 市ヶ尾商店街（2024年1月）
- ショッピングタウンわかば（2024年2月）
- 自由が丘商店街（2024年3月）
- 大岡山北口商店街（2024年4月）
- 都立大学商店街（2024年5月）
- 戸越銀座商店街連合会（2024年6月）
- 長津田商店街（2024年7月）
- モトスミ・ブレーメン通り商店街（2024年8月）
- えだきん商店街（2024年9月）
- たまプラーザ商店街(2024年10月)